# 西条町大沢
西条町大沢（さいじょうちょうおおさわ）とは、広島県東広島市の大字。全域で住居表示未実施である。

## 概要
西条地区南部、旧板城村域に位置し、北は西条町田口、南は西条町福本ならびに西条町馬木に面する。また、3kmほど南東に飛び地を有する。
町名は西条湖の名残で沼沢地帯となっていることに由来しており、実際に町域には現在でもいくつか池が存在する。
1992年度から町域西部が「テクノタウン東広島」として住宅や工場の誘致が進められてきたが、当該地域は1999年に西大沢として分離された。

## 沿革
- 1889年（明治22年）4月1日 - 町村制施行。賀茂郡大沢村他4村が合併し、賀茂郡板城村が発足する。大沢村は「大沢」として板城村の大字となる[2][5]。
- 1955年（昭和30年）3月31日 - 板城村が分割され、隣接する西条町、黒瀬町に編入されて消滅する。大沢は西条町に編入され、西条町の大字となる[2][5]。
- 1974年（昭和49年）4月20日 - 西条町が周辺3町と合併し、東広島市が発足。大沢は「西条町大沢」として東広島市の大字となる[2][6]。
- 1992年（平成4年）- 町域西部でテクノタウン東広島の造成が開始される[3]。
- 1999年（平成11年）3月1日 - 町域西部が西大沢として分離される[4]。

## 交通

### 鉄道
町内に鉄道路線は通っていない。最寄り駅は東広島駅（山陽新幹線）。

### バス
JRバス中国の路線バスが利用可能である。
- 西条駅 - 東広島駅 - 広島国際大学
- 西条駅 - 御薗宇 - 広島国際大学 - 広駅 - 呉駅

### 道路

#### 一般国道
- 国道375号線

#### 主要地方道
- 広島県道32号安芸津下三永線

## 施設・名所など
- 東広島市立向陽中学校
- 稲生神社

## 学区
公立小・中学校に通学する場合、板城小学校ならびに向陽中学校に通学することになる。

## 面積
2020年時点での面積は0.79091004km2である。

## 世帯数・人口
2024年11月末での世帯数は293世帯、人口は614人である。